# Скочув
Скочув (пол. Skoczów, нім. Skotschau) — місто в південній Польщі, на річці Вісла.
Належить до Цешинського повіту Сілезького воєводства.

## Демографія
Демографічна структура станом на 31 березня 2011 року:
|          | Загалом | Допрацездатний вік | Працездатний вік | Постпрацездатний вік |
| -------- | ------- | ------------------ | ---------------- | -------------------- |
| Чоловіки | 7075    | 1336               | 4951             | 788                  |
| Жінки    | 7817    | 1340               | 4734             | 1743                 |
| Разом    | 14892   | 2676               | 9685             | 2531                 |